# 加瓦爾省
加瓦爾省是西非國家畿內亞的33個省之一，位於該國西北部，由博凱大區負責管轄，首府設於加瓦爾，北臨孔達拉省，東接馬里省和萊盧馬省，南毗泰利梅萊省，西鄰博凱省和畿內亞比紹，面積11,500平方公里，人口約158,000。